# Aleksandr Suvórov
Aleksandr Suvórov (rus: Александр Суворов)  (Moscou, 13 de novembre de 1730 (Julià) - Sant Petersburg, 6 de maig de 1800 (Julià)), nom complet amb patronímic Aleksandr Vassílievitx Suvórov, rus: Алекса́ндр Васи́льевич Суво́ров Comte Suvórov de Rimnik, Príncep d'Itàlia, Comte del Sant Imperi Romà (граф Рымникский, князь Италийский) fou el quart i darrer (exceptuant Stalin) Generalíssim Rus.
És un dels pocs grans generals a la història que no va perdre mai una batalla, com Alexandre el Gran i Genguis Kan. Va ser l'autor del manual "La ciència de la Victòria", i de sentències com "Entrenament dur, batalles senzilles", "La bala és ximple, la baioneta és un bon amic", "Mor tu sol però rescata el teu camarada!". Ensenyà als seus soldats a atacar instantàniament i decisivament. Els seus soldats l'adoraven, ell feia broma amb ells, anomenant els soldats rasos "germà", i sovint presentava els treballs d'una detallada planificació i una estratègia acurada com el treball de la inspiració.

## Biografia
Suvórov va néixer en el si d'una família noble originària de Nóvgorod, a la mansió moscovita de la seva àvia materna Fedosey Manukov, una terratinent de la gubèrnia d'Oriol i un oficial de Pere I. La seva família havia emigrat de Suècia el 1622.
El seu pare, Vassili Suvórov, era general en cap i senador, i havia traduït les obres de Sébastien Le Prestre de Vauban al rus.
Com a noi Aleksandr (dit Saxa o Sandy) era un noi escanyolit, i el seu pare assumí que treballaria com a funcionari. Però ell va aprendre francès, alemany, polonès i italià, i s'entregà a l'estudi intens de diversos autors militars, incloent-hi Plutarc, Quint Curci Rufus, Corneli Nepot, Juli Cèsar, i Carles XII de Suècia. Les seves mancances físiques tenien remei mitjançant l'exercici rigorós. El seu pare, però, insistí que no havia de ser militar. Quan Aleksandr tenia 12 anys, el General Gannibal, que vivia al veïnat, sentí al seu pare lamentar-se d'Aleksandr, i li demanà parlar amb el noi. Gannibal va quedar tan impressionat pel jove que va convèncer el seu pare perquè li deixés seguir la carrera de la seva elecció.
Suvórov va ingressar a l'exèrcit el 1748, servint al regiment de la Guàrdia Semenovski durant sis anys. Durant aquest període continuà els seus estudis assistint a classes del Cos de Cadets de les Forces Terrestres. Va tenir la seva primera experiència de combat lluitant contra els prussians durant la Guerra dels 7 anys (1756-1763). Després de distingir-se repetidament en batalla, Suvórov va arribar a coronel el 1762, amb només 33 anys.

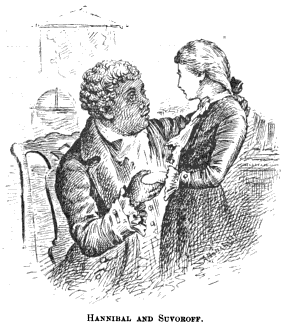
Suvórov parlant amb el general Gannibal.

A continuació serví a Polònia durant la Confederació de Bar, dispersant les forces poloneses de Pułaski, conquerint Cracòvia (1768) i preparant el camí perquè tingués lloc la primera partició de Polònia, entre Àustria, Prússia i Rússia, i va ser promogut al rang de major general.
Durant la Guerra russoturca (1768-1774) van tenir lloc les seves primeres campanyes contra els turcs entre 1773-74, i principalment a la batalla de Kozluca, on llaurà la seva reputació, i va ser promogut a tinent general el 1774.
El 1774, Suvórov va ser enviat perquè suprimís la rebel·lió de Pugatxev, qui afirmava ser el tsar assassinat Pere III, però arribà al lloc només a temps per portar a terme el primer interrogatori del líder rebel, qui havia estat traït pels seus companys cosacs, i finalment va ser decapitat a Moscou.

### Batalles contra l'Imperi Otomà
Entre 1777 i 1783 estigué a Crimea i al Caucas, sent promogut a general d'infanteria el 1786 després de completar-hi el seu període d'estada. Entre 1787 i 1791 lluità contra els turcs a la Guerra Russo-Turca de 1787 - 1792, assolint diverses victòries; va ser ferit en dues ocasions a Kinburn (1787), participà en el setge d'Otxakov i, el 1789 va assolir dues grans victòries a Focşani i al riu Rimnik. En aquestes batalles participà un cos austríac, comandat pel Príncep Josias de Saxe-Coburg; però a la batalla de Rymnik Suvórov va estar al comandament de totes les tropes aliades. Per aquesta victòria, la tsarina Caterina la Gran va fer comte a Suvórov amb el títol Rimniksky per afegir al seu nom, i l'emperador Josep II el va fer comte del Sacre Imperi Romà.
El 22 de desembre de 1790 conquerí la fortalesa considerada inconquistable d'Izmaïl (Bessaràbia). Les tropes turques allà destinades tenien l'ordre de mantenir la posició fins al final i declinaren l'ultimàtum rus. La seva derrota va veure's com una gran catàstrofe a l'Imperi Otomà, mentre que a Rússia es glorificà amb el seu primer himne nacional, Que soni el crit de la Victòria!.
Suvórov anuncià la captura d'Ismail el 1791 a la tsarina Caterina en un vers. Per tota aquesta fanfarronada, Suvórov posteriorment va dir a un viatger anglès que quan va acabar la massacre va refugiar-se a la seva tenda per plorar.

### Batalles contra els revoltats polonesos

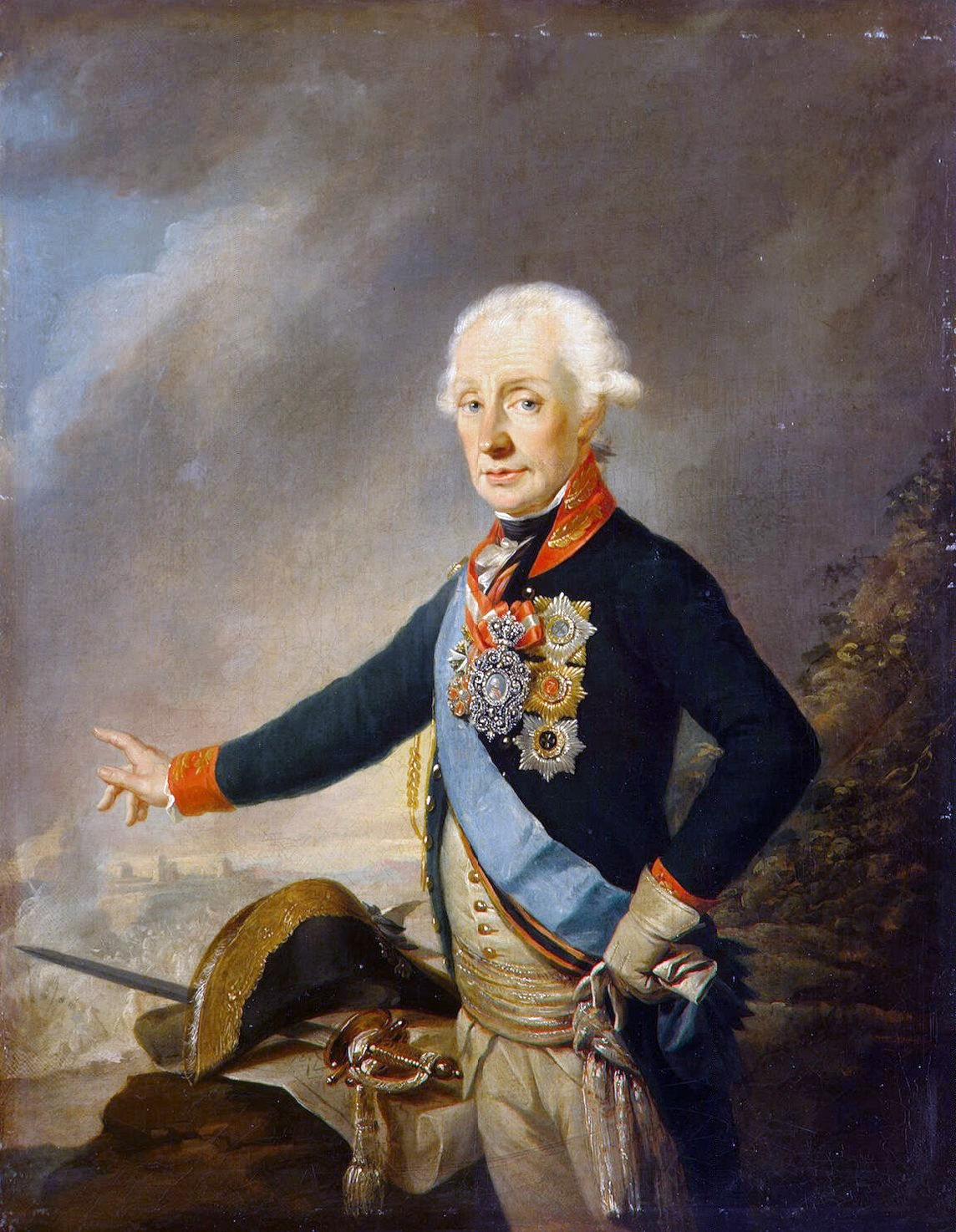
Suvórov es creà una reputació de menysprear la por en operacions contra els turcs i els polonesos abans de les guerres amb la França Revolucionària. Ho va realitzar bé als fronts italià i suís al 1799.

Immediatament després de la pau amb els otomans, Suvórov marxà a Polònia, on assumí el comandament d'un dels cossos i participà en la batalla de Maciejowice, on capturà el comandant en cap polonès, Tadeusz Kościuszko. El 7 de novembre de 1794 conquerí Varsòvia, amb una batalla notable en la presa del barri de Praga (Varsòvia).
La massacre d'aproximadament 20.000 civils a Praga va llençar per terra la moral dels defensors i s'arribà al final de l'alçament Kościuszko. Segons algunes fonts,
la massacre va ser obra dels cosacs que eren semiindependents i no estaven directament subordinats a Suvórov. El general rus suposadament intentà aturar-la i fins al punt d'ordenar la destrucció del pont sobre el Vístula amb el propòsit d'evitar l'onada de violència sobre Varsòvia i el seu suburbi. D'altres historiadors posen en dubte aquest punt, però la majoria no fan cap mena de referència sobre si Suvórov va encoratjar o va intentar evitar la matança. El que sí que va permetre és que les seves tropes saquegessin la ciutat durant un període molt més extens del que era habitual, la qual cosa podia ser vist per alguns (particularment pels cosacs) com una llum verda a fer el que volguessin.
Suvórov envià un informe consistent en només 3 paraules: "Visca, Varsòvia és vostre!". (Ура, Варшава наша!) Caterina va ser encara més breu, emprant només dues paraules: "Visca, mariscal!" (Ура, фельдмаршал!), concedint-li així el títol. El nou mariscal de camp seguí a Polònia fins al 1795, quan tornà a Sant Petersburg. Però la seva sobirana i amiga Caterina va morir el 1796 i el seu fill i successor Pau I deixà de costat el veterà mariscal.

### Campanya italiana de Suvórov

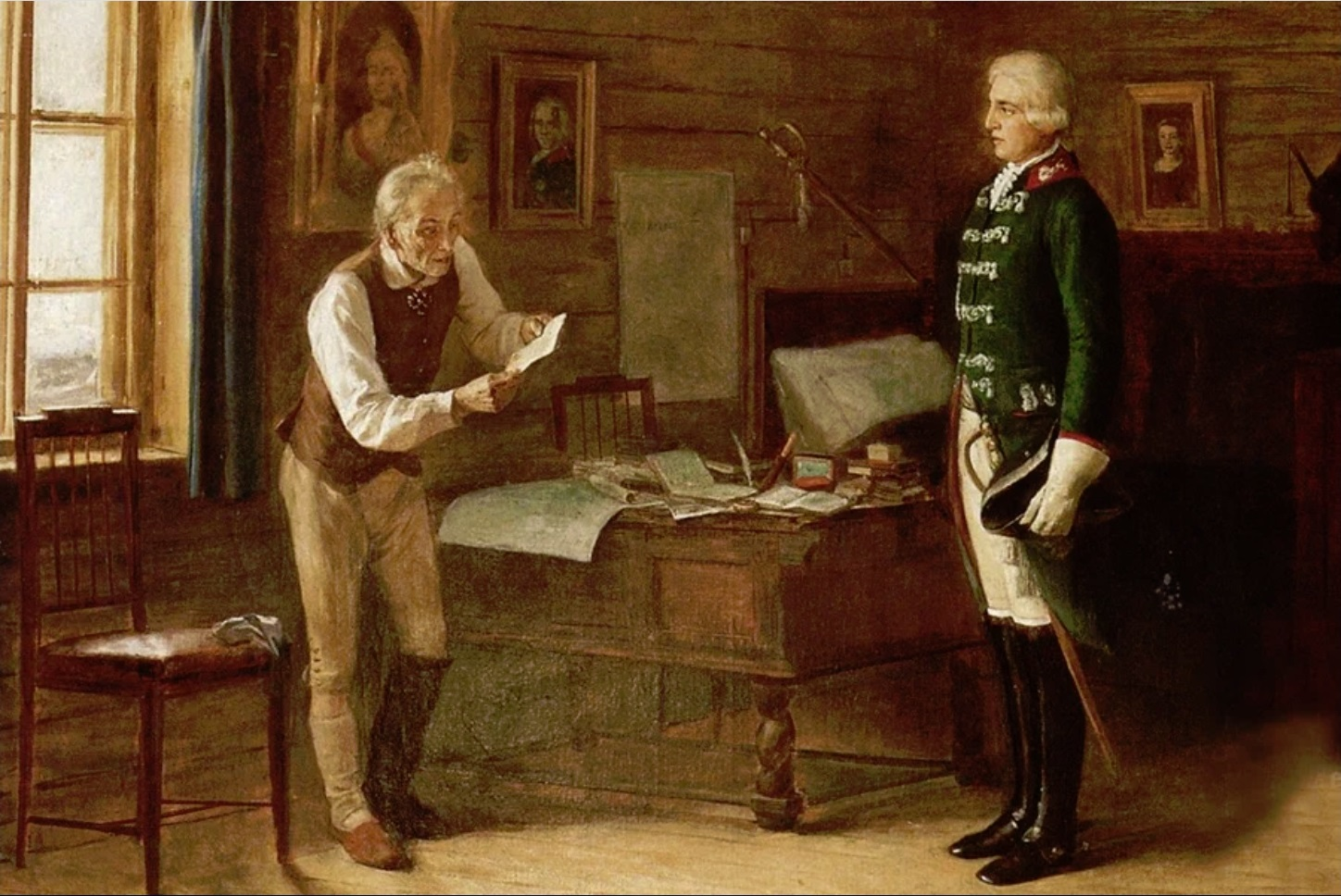
L'exiliat Suvórov rebent l'ordre del Tsar per dirigir l'exèrcit rus contra Napoleó.

Suvórov passà els anys següents retirat a la seva vila a Kontxanskoie, prop de Borovitxi.Criticà les noves tàctiques militar i la uniformitat introduïda pel tsar, i alguns dels seus versos càustics arribaren a oïdes de Pau. La seva conducta passà a ser vigilada i la correspondència amb la seva esposa (qui s'havia quedat a Moscou) va ser revisada.
Està registrat que els diumenges tocava la campana per a l'església i que cantava enmig del poble al cor. Durant la setmana treballava enmig dels camperols vestit amb un guardapols. Però al febrer de 1799 Pau el tornà a cridar per tornar a posar-se al capdavant de l'exèrcit, aquest cop contra els exèrcits revolucionaris francesos a Itàlia.
La campanya s'inicià amb una sèrie de victòries de Suvórov (Cassano d'Adda, Trebbia i Novi). Les tropes franceses van ser expulsades d'Itàlia, llevat d'algunes zones als Alps Marítims i als voltants de Gènova. Suvórov rebé el títol de Príncep de la Casa de Savoia del rei de Sardenya.
Però els fets a final d'any es giraren contra els russos. L'exèrcit del General Korsakov va ser derrotat per Masséna a Zúric. Traït pels austríacs, el vell mariscal, buscant com fer el camí pels passos suïssos fins al Rin superior, va haver de retirar-se a Vorarlberg, on l'exèrcit, molt malmès i pràcticament sense artilleria ni cavalls, va dirigir-se cap a les seves casernes d'hivern. Quan Suvórov feu el seu camí pels Alps nevats el seu exèrcit va ser aturat, però mai no va ser derrotat.

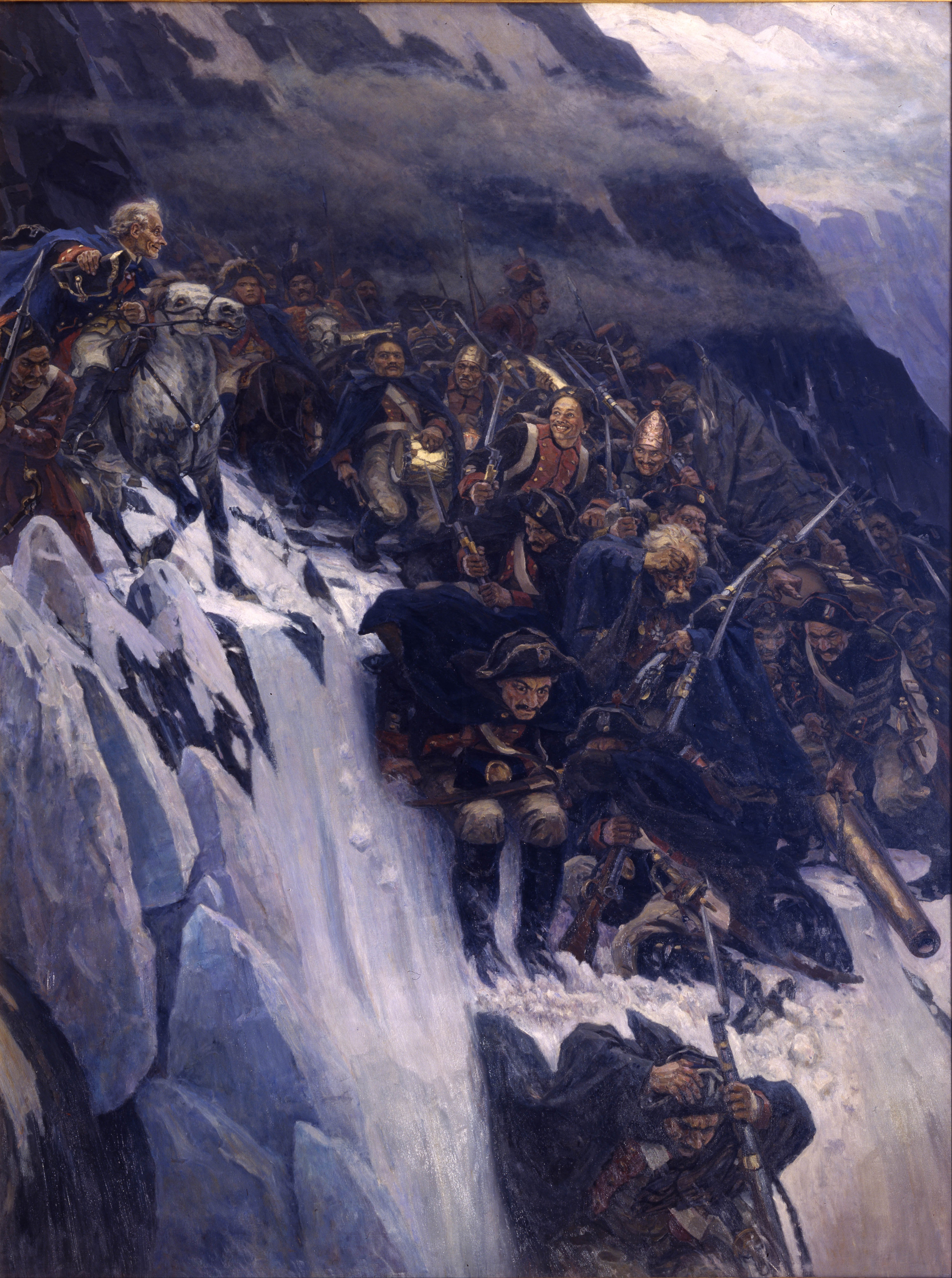
Les tropes russes del Generalíssim Suvórov travessant els Alps al 1799.

Per la seva retirada estratègica feta magistralment, no portada a terme des dels temps d'Hanníbal, Suvórov esdevingué el quart Generalíssim de Rússia. Se li va prometre un triomf militar a Rússia, però les intrigues cortesanes van fer que el tsar Pau cancel·lés la cerimònia.
A inicis de 1800, Suvórov retornà a Sant Petersburg. Pau rebutjà rebre'l en audiència, i esgotat i malalt, el vell veterà va morir a Sant Petersburg el 18 de maig del 1800. Lord Whitworth, ambaixador britànic, i el poeta Gavrila Derjavin van ser les úniques persones distingides presents al funeral.
Suvórov està enterrat a l'església de l'Anunciació al Monestir d'Alexandre Nevski. L'única inscripció a la làpida, d'acord amb les seves instruccions, resa "Aquí reposa en Suvórov". Però un any després de la seva mort, el nou tsar Alexandre I erigí una estàtua en memòria seva al Camp de Mart.

## Títols i descendència

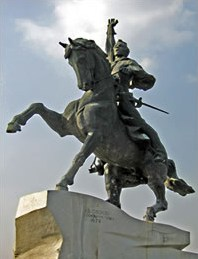
Al 1792, Suvórov fundà Tiraspol, capital actual de Transnistria. Una estàtua eqüestre de Suvórov presideix la plaça central de la ciutat.

El nom complet i títols de Suvórov, amb el seu rang i condecoracions és (d'acord amb el protocol rus): Aleksandr Vassílievitx Suvórov, Príncep d'Itàlia, Comte de Rimnik, Comte del Sacre Imperi Romà, Príncep de Sardenya, Generalíssim de les forces terrestres i navals de Rússia, Mariscal de Camp dels exèrcits austríac i sard; seriosament ferit en sis ocasions, receptor de l'Orde de Sant Andreu, el Primer Apòstol cridat, Orde de Sant Jordi el Triomfant de 1a Classe, Orde de Sant Vladimir de 1a Classe, Orde de Sant Alexandre Nevski, Orde de Santa Anna de Primera Classe, Gran Creu de l'Orde de Sant Joan de Jerusalem, Orde de Maria Teresa de 1a Classe (Àustria), Orde de l'Àliga Negre, Orde de l'Àliga Vermella, Pour le Mérite (Prússia), Orde dels Reverents Sants Maurici i Llàtzer (Sardenya), Orde de Sant Hubert, el Lleó Daurat (Baviera), Orde de Sant Llàtzer i Nostra Senyora del Carmel (França), Orde de l'Àliga Blanca i Orde de Sant Estanislau (Polònia)
El seu fill, Arkadii Suvórov (1783-1811) serví com a general a l'exèrcit rus durant les guerres napoleòniques i turques d'inicis del segle xix. El seu net, Aleksandr Arkàdievitx (1804-1882) serví com a governador general de Riga entre 1848-61 i de Sant Petersburg el 1861-6.

## Llegat

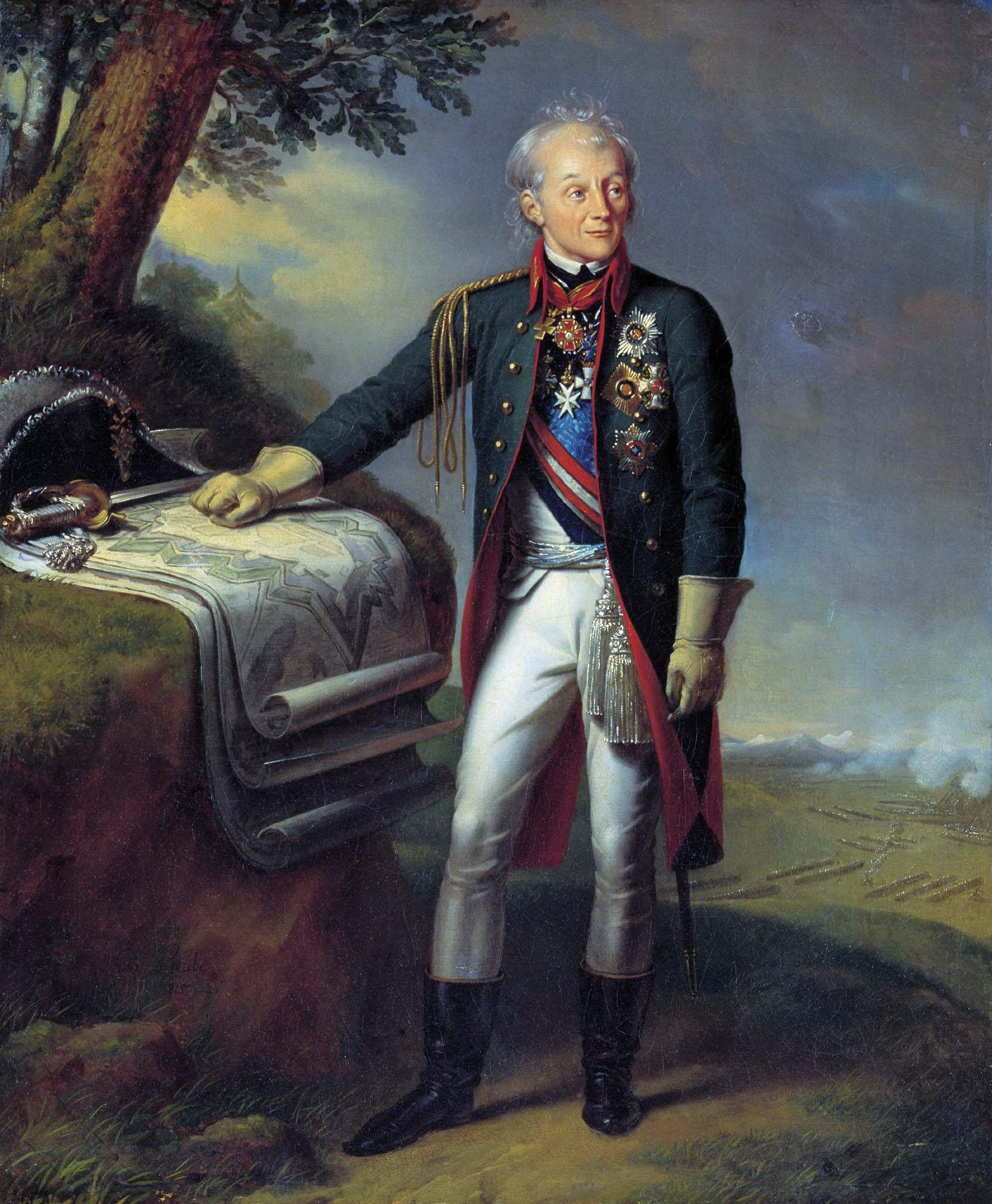
Aleksandr Suvórov

Els russos han lloat de sempre la memòria de Suvórov. Un gran capità, vàlid per a qualsevol època de la història militar, exerceix especialment com el gran capità de la nació russa, car pel caràcter del seu lideratge responia al caràcter del soldat rus. En una època en què la guerra havia esdevingut un acte de diplomàcia, Suvórov restaurà el seu significat autèntic com a acte de força. Tenia una gran simplicitat de maneres, i mentre que es trobava en campanya, dormint al ras i acontentant-se amb el més senzill; car ell mateix havia passat per tots els rangs del servei militar.
D'acord amb D.S. Mirski, Suvórov donà una gran atenció a la forma de la seva correspondència, i especialment a les seves ordres del dia. Aquestes cartes són molt originals, que produeixen un efecte colpidor. El seu estil sovint és un staccato nerviós de frases, que produeix un efecte inesperat i sorprenent. Els informes oficials de Suvórov sovint assumeixen una forma memorable. Els seus escrits difereixen de la prosa clàssica de la mateixa manera que les seves tàctiques ho fan respecte a les de Frederic o Marlborough".

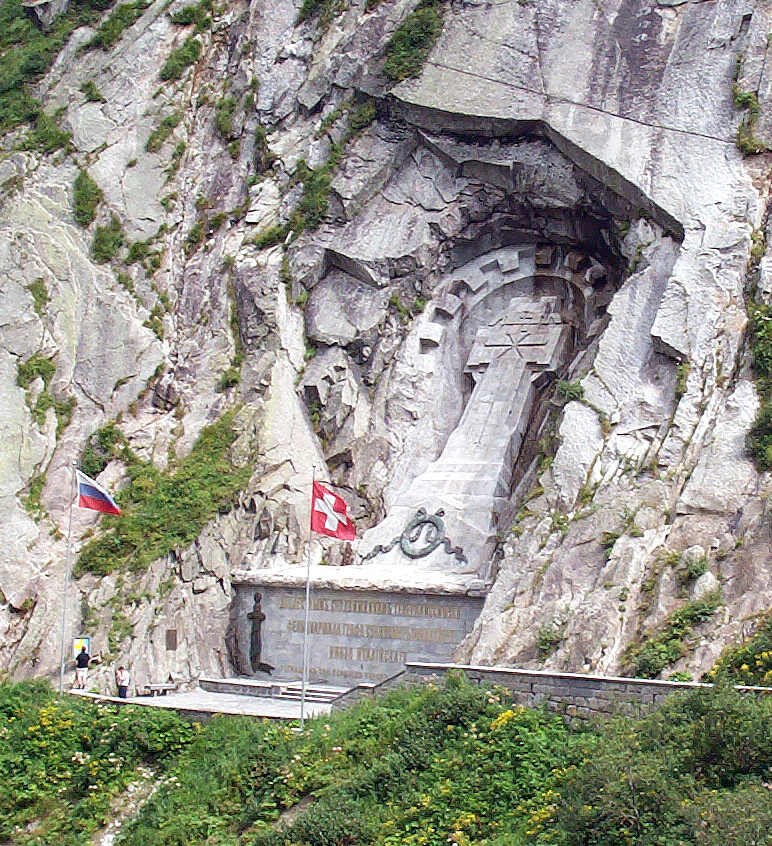
Monument a Suvórov als Alps suïssos

Les seves burles li van produir molts enemics. Tenia tot el menyspreu d'un home d'acció i menyspreava els cavallers ornamentals i els favorits. Però les seves burles sovint serviren per amagar, més que no per expressar, un geni militar, l'efecte del qual l'exèrcit rus no superà en molt de temps. Si les tàctiques dels russos a la Guerra russojaponesa de 1904-05 reflectiren al peu de la lletra algunes de les màximes de les guerres de Suvórov contra els turcs, l'esperit d'auto-sacrifici, resolució i indiferència a les pèrdues que es mostrà formà un llegat preciós d'aquelles guerres. Mikhaïl Ivànovitx Dragomirov declarà que basà el seu ensenyament en les pràctiques de Suvórov, qui portà a terme representant les veritats fonamentals de la guerra i les qualitats militars de la nació russa.
El 1900 s'inaugurà a Sant Petersburg el Museu Suvórov, en commemoració al centenari de la mort del general. A més, se li han erigit monuments a Focsani, Otxakov (1907), Sebastòpol, Izmail, Tultxin, Kobrin, Novaia Ladoga, Kherson, Timanovka, Simferòpol, Kaliningrad, Kontxanskoie, Rimnik i als Alps suïssos. El 29 de juliol de 1942, en plena II Guerra Mundial, el Presídium del Soviet Suprem de la Unió Soviètica creà l'Orde de Suvórov, concedida per l'èxit en les accions ofensives contra forces enemigues superiors. La ciutat de Suvorovo, a la província de Varna (Bulgària) va rebre el seu nom per ell. L'illa Suwarrow, de les illes Cook, porta el seu nom adaptat a l'anglès per Lord Byron. A més, la seva imatge apareix al bitllet d'un ruble de Transnistria.